# Take Off Your Colours
Take Off Your Colours è il primo album in studio del gruppo musicale britannico You Me at Six, pubblicato nel 2008.

## Tracce
1. The Truth Is a Terrible Thing – 2:51
2. Gossip – 2:57
3. Call That a Comeback? – 3:26
4. Jealous Minds Think Alike – 3:36
5. Save It for the Bedroom – 3:58
6. Take Off Your Colours – 3:16
7. You've Made Your Bed (So Sleep in It) – 4:19
8. If You Run – 3:57
9. Tigers and Sharks – 4:27
10. If I Were in Your Shoes – 3:00
11. Always Attract (feat. Elissa Franceschi) – 6:05
12. Nasty Habits – 3:51
13. The Rumour – 5:15

## Formazione
- Josh Franceschi – voce
- Chris Miller – chitarra
- Max Helyer – chitarra, cori
- Matt Barnes – basso
- Dan Flint – batteria, percussioni

## Classifiche
| Classifica (2008) | Posizione massima |
| ----------------- | ----------------- |
| Regno Unito       | 25                |